# Ḩayāt ol Gheyb
Ḩayāt ol Gheyb (persiska: اِمامزادِه سِيِّد مُحَمَّد هَياتُل غِيب, اِمامزادِه حَيات الغياب, حیات الغیب) är en ort i Iran.   Den ligger i provinsen Lorestan, i den västra delen av landet, 400 km sydväst om huvudstaden Teheran. Ḩayāt ol Gheyb ligger 935 meter över havet och antalet invånare är 287.
Terrängen runt Ḩayāt ol Gheyb är huvudsakligen kuperad. Ḩayāt ol Gheyb ligger nere i en dal.Runt Ḩayāt ol Gheyb är det ganska tätbefolkat, med 62 invånare per kvadratkilometer. Närmaste större samhälle är Cham-e Dīvān, 7,1 km öster om Ḩayāt ol Gheyb. Omgivningarna runt Ḩayāt ol Gheyb är i huvudsak ett öppet busklandskap.